# Gideon Spicker

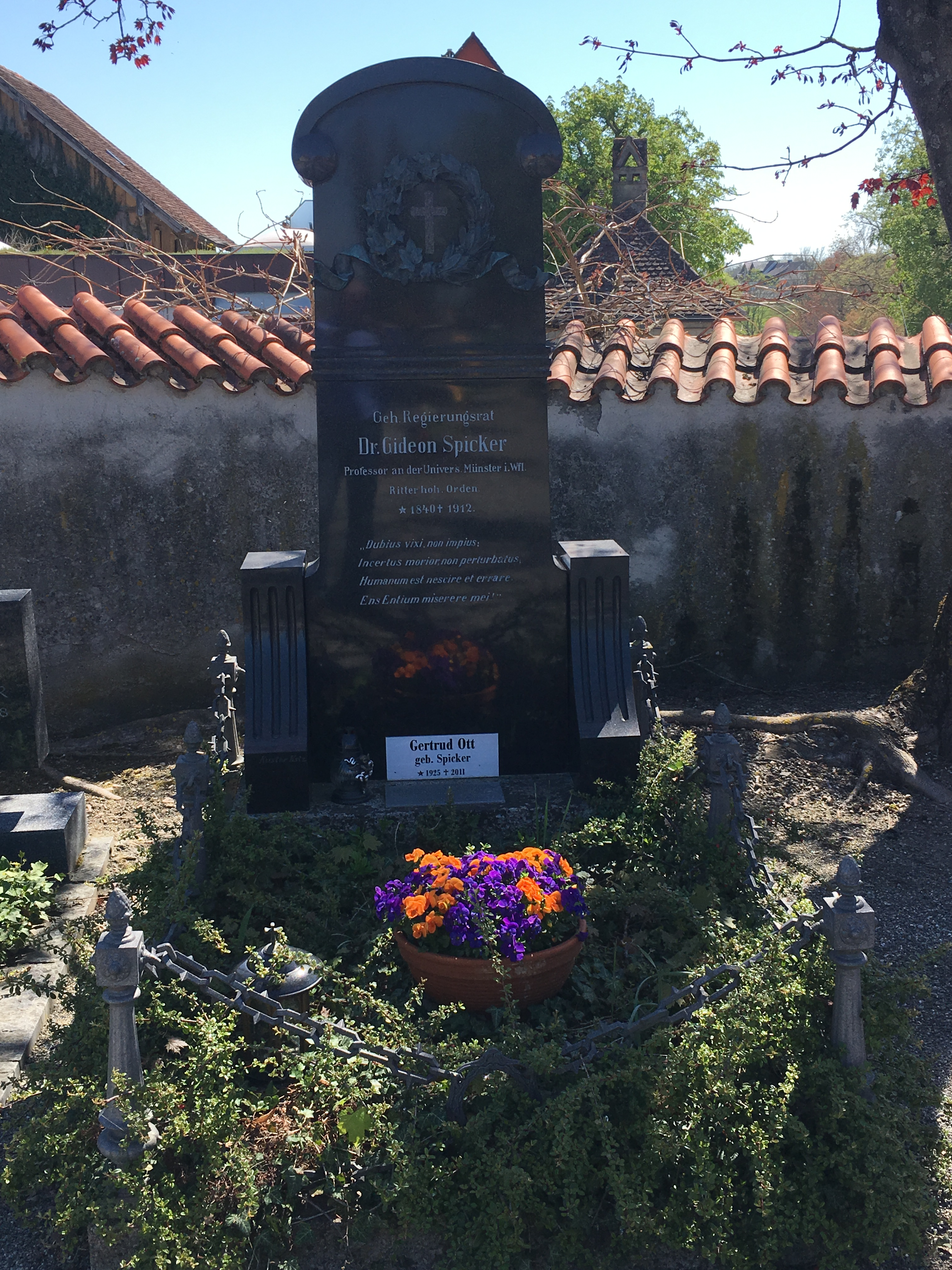
Grabstelle von Gideon Spicker in Mittelzell (Insel Reichenau)

Gideon Spicker (* 25. Januar 1840 in Reichenau, Baden; † 18. Juli 1912 in Münster in Westfalen) war ein deutscher Religionsphilosoph.

## Leben
Gideon Spicker arbeitete nach Besuch der Volksschule in der elterlichen Land- und Winzerwirtschaft mit; er hatte vier Geschwister. Von 1857 bis 1861 hatte er Privatunterricht, unterbrochen vom Besuch am Konstanzer Lyzeum (1858–1859) und dem Gymnasium der Benediktiner im Kloster Einsiedeln (1860–1861). 1861 trat er der Ordensgemeinschaft der Kapuziner auf dem Wesemlin in Luzern bei, erhielt der Ordensnamen Frater German und studierte Philosophie und Moraltheologie in Freiburg im Breisgau und Solothurn. 1864 trat er aus dem Orden aus.
Er studierte ab 1865 zunächst Theologie vor allem bei Johannes Nepomuk Huber und Ignaz von Döllinger an der Ludwig-Maximilians-Universität München, später dann Philosophie vor allem bei Carl von Prantl. 1868 wurde er mit der preisgekrönten Dissertation „Leben und Lehre des Petrus Pomponatius“ bei Prantl zum Dr. phil. promoviert. 1870 habilitierte er sich bei Jakob Sengler an der Albert-Ludwigs-Universität Freiburg und lehrte als Privatdozent.
1875 wurde er in Freiburg zum außerordentlichen Professor für Philosophie ernannt. In seiner Freiburger Zeit entstand die „Freiburger Trilogie“ mit den Schriften „Die Philosophie des Grafen von Shaftesbury“ (1872), „Über das Verhältnis der Naturwissenschaft zur Philosophie“ (1874) und „Kant, Hume und Berkeley“ (1875).
1876 erfolgte ein Ruf auf die ordentliche Professur für Philosophie an die Akademie Münster (seit 1902: Westfälische Wilhelms-Universität Münster), den er bis zu seinem Tode im Jahr 1912 verfolgte. In seiner Münsteraner Zeit entstand die „Münstersche Trilogie“ mit „Die Ursachen des Verfalls der Philosophie in alter und neuer Zeit“ (1892), „Der Kampf zweier Weltanschauungen“ (1898) und „Versuch eines neuen Gottesbegriffs“ (1902) sowie ergänzend „Vom Kloster ins akademische Lehramt“ (1908).
Einer seiner Schüler war Edmund Max Stengel. Seit etwa 1990 wird Spickers Werk neu untersucht und ediert.

## Wirken und Rezeption
Unter dem Einfluss von Carl von Prantl trat Spicker gegen das Unfehlbarkeitsdogma ein und brach zunächst mit der Religion. Durch die räumliche Distanz kam es auch zu einer geistigen Distanzierung von Prantl. Sein Buch über Shaftesbury (1872) war als radikale Ablehnung von Religion und Metaphysik noch stark von Prantl geprägt; zunehmend wandte sich Spicker aber zunächst der Anthropologie und dann auch wieder der Religion zu.
Spicker gilt als Neuthomist und Kritiker des Kirchenglaubens. Er versuchte, ähnlich wie Franz Jakob Clemens, Philosophie und Religion in Einklang zu bringen. Auch setzte er sich für eine Verbindung von Theismus und Pantheismus ein. Spickers Lebensthemen waren die „Gottesfrage“ und die „Unsterblichkeit der Seele“.
Spicker erstrebte eine „Religion in philosophischer Form auf naturwissenschaftlicher Grundlage“, wobei er den Konflikt zwischen Glauben und Wissen, sowie zwischen Religion und Naturwissenschaft als Grundproblem begriff. Sein Ideal umfasste die Einheit von Gott und Welt als selbstverantwortete menschliche Erkenntnis unter Anwendung von Vernunft und Erfahrung.

## Grabstein
Auf seinem Grabstein am Friedhof beim Münster St. Maria und Markus in Reichenau-Mittelzell auf der Insel Reichenau stehen die Worte:

“Dubius vixi, non impius.
Incertus morior, non perturbatus. 

Humanum est nescire et errare. 
Ens entium, miserere mei!”

„In Zweifel habe ich gelebt, aber nicht gottlos; in Ungewißheit sterbe ich, aber nicht sehr beunruhigt. 
Unwissenheit und Irrtum ist unser Los. Wesen aller Wesen, erbarme dich meiner!“

## Ehrungen und Auszeichnungen
- Ernennung zum Geheimen Regierungsrat (1898)
- Ritterkreuz des preußischen Roten Adlerordens (1889, IV. Klasse)
- Offizierskreuz des preußischen Roten Adlerordens (1905, III. Klasse)

## Werke

### Originalausgaben und -beiträge
- Leben und Lehre des Petrus Pomponatius. Dissertation, München 1868
- Die Philosophie des Grafen von Shaftesbury nebst Einleitung und Kritik über das Verhältniss der Religion zur Philosophie und der Philosophie zur Wissenschaft, Freiburg i. B. 1872
- Ueber das Verhältniss der Naturwissenschaft zur Philosophie. Mit besonderer Berücksichtigung der Kantischen Kritik der reinen Vernunft und der Geschichte des Materialismus von Albert Lange, Berlin 1874
- Kant, Hume und Berkeley. Eine Kritik der Erkenntnistheorie, Berlin 1875
- Mensch und Thier. Eine psychologisch-metaphysische Abhandlung mit besondrer Rücksicht auf Carl v. Prantl's Reformgedanken zur Logik. In: Zeitschrift für Philosophie und philosophische Kritik, Neue Folge 69/2, 1876, S. 193–270
- Lessings Weltanschauung, Leipzig 1883
- Die Ursachen des Verfalls der Philosophie in alter und neuer Zeit, Leipzig 1892
- Der Kampf zweier Weltanschauungen. Eine Kritik der alten und neuesten Philosophie mit Einschluß der christlichen Offenbarung, Stuttgart 1898
- Versuch eines neuen Gottesbegriffs, Stuttgart 1901
- Vom Kloster ins akademische Lehramt. Schicksale eines ehemaligen Kapuziners, Stuttgart 1908
  - 2., wesentlich erweiterte Auflage, hrsg. von Otto Krummacher, Münster 1914
- Am Wendepunkt der christlichen Weltperiode. Philosophisches Bekenntnis eines ehemaligen Kapuziners, Stuttgart 1910.

### Neuausgaben
- Am Wendepunkt der christlichen Weltperiode. Philosophisches Bekenntnis eines ehemaligen Kapuziners, hrsg. v. Harald Schwaetzer (= Philosophische Texte und Studien 47), Olms, Hildesheim 1998, ISBN 978-3-487-10748-6
- Lessings Weltanschauung, Nachdruck der Ausgabe von 1883, hrsg. v. Henning Herrmann-Trentepohl, Roderer, Regensburg 2006, ISBN 978-3-89783-541-2
- Über das Verhältnis von Religion und Wissenschaft. Kleine Schriften, hrsg., eingel. u. komm. v. A.M. Gehlen u. H. Schwaetzer, Roderer, Regensburg 2003, ISBN 978-3-89783-420-0
- Über das Verhältnis der Naturwissenschaft zur Philosophie – Kant, Hume und Berkeley, Nachdruck der Ausgaben von 1874/75, hrsg. v. Harald Schwaetzer (= Texte zum frühen Neukantianismus 4), Olms, Hildesheim 2006, ISBN 978-3-487-13243-3
- Die Ursachen des Verfalls der Philosophie in alter und neuer Zeit, Nachdruck der Ausgabe von 1892, Roderer, Regensburg 2002, ISBN 978-3-89783-287-9
- Vom Kloster ins akademische Lehramt. Schicksale eines ehemaligen Kapuziners, hrsg. v. Harald Schwaetzer u. Henrieke Stahl-Schwaetzer, Roderer, Regensburg 1999, ISBN 978-3-89783-094-3; dritte, aktualisierte Auflage, 2013